# Draga Matković

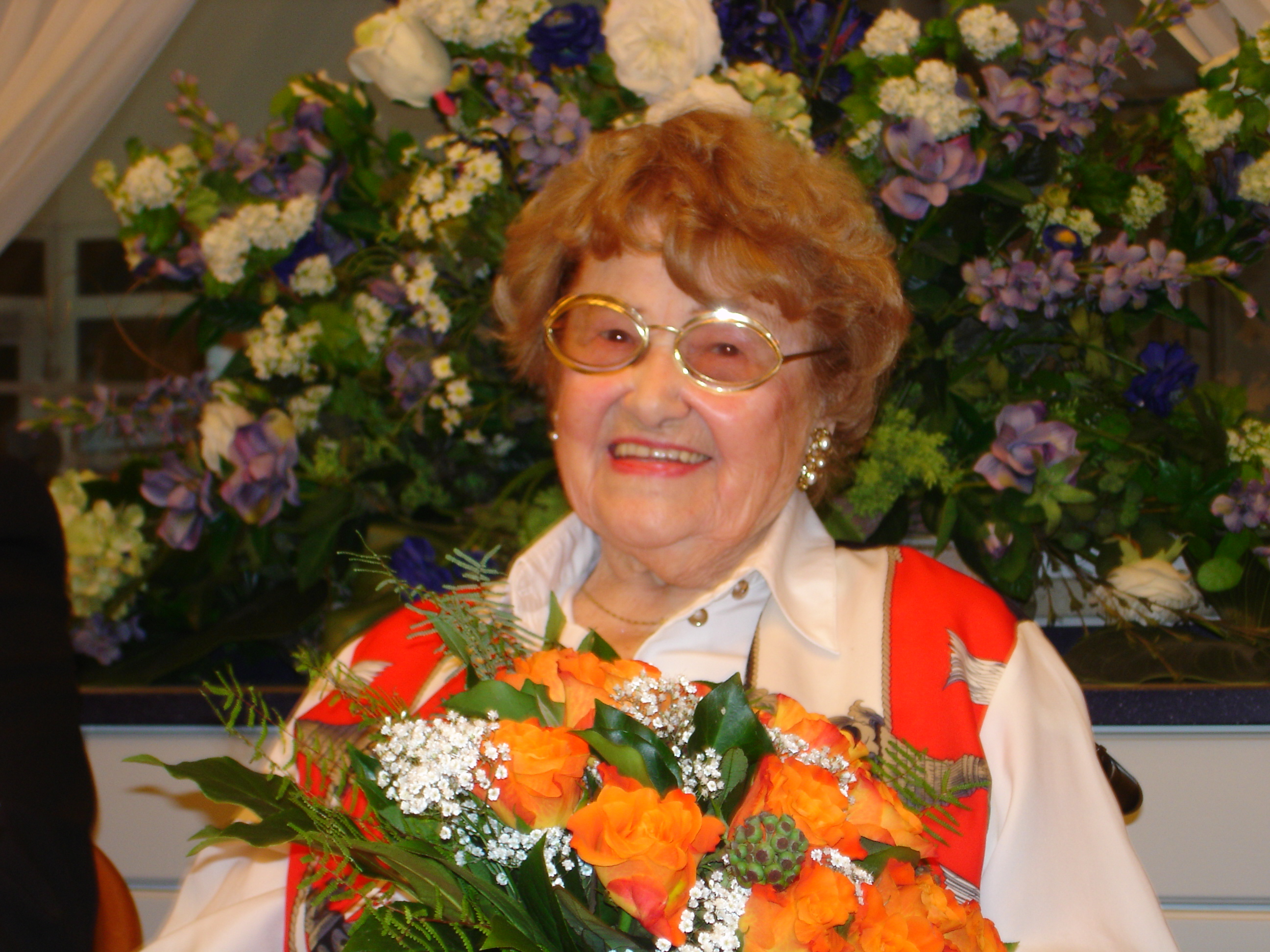
Draga Matković an ihrem 100. Geburtstag

Draga Matković, weniger bekannt als Draga Matković-von Auerhann (* 4. November 1907 in Zagreb; † 29. Juli 2013 in Bad Reichenhall), war eine deutsche Pianistin tschechisch-serbischer Herkunft, die noch mit über hundert Jahren auf höchstem Niveau öffentlich Klavierkonzerte gab.

## Leben
Draga Matković wurde in Kroatien geboren. Ihr Vater – der Tscheche Karl Auerhann von Hvězdobor – heiratete eine bürgerliche Serbin und nahm sich im Zusammenhang mit dieser unstandesgemäßen Verbindung das Leben; die kleine Draga wurde zur Adoption freigegeben. Ersten Klavierunterricht erhielt sie im Alter von drei Jahren von ihrer strengen Adoptivmutter, Sidonie Linke (ebenfalls Pianistin) in Aussig (Böhmen), die allerdings nicht duldete, dass das klavierbesessene schwache Kind stundenlang übte. Ihren ersten öffentlichen Auftritt gab sie mit sieben Jahren im Offizierskasino von Theresienstadt. Durch eine Sondergenehmigung der Regierung durfte die damals 15-Jährige in Prag auf der Deutschen Musikakademie ihre Weiterbildung zur Konzertpianistin beginnen und studierte bei Professor Franz Langer. Sie machte ihren Abschluss als 19-Jährige mit dem Titel Professor für Klavier. Nebenbei erhielt sie Geigenunterricht bei Margarethe Hönel-Schweyda und Gesangsunterricht bei Kammersängerin Olga Barko-Frank (Wiener Staatsoper).
Ihre erste Konzertreise als Solistin unternahm sie nach Polen 1926. Später folgten ausgedehnte Tourneen in 16 europäische Länder u. a. mit der finnischen Sopranistin Maire Virkunnen und der deutschen Altistin Margarethe Storsberg. Draga Matković begleitete u. a. auch den berühmten Tenor Joseph Schmidt. Nach ihrer Heirat mit dem Geiger Arthur Arnold (1937 bis 1942) erfolgte der Umzug nach Teplitz-Schönau in Böhmen, wo sie große Erfolge als Kammermusikerin und mit Orchesterkonzerten feierte. Dort lernte sie auch den Komponisten und späteren Schriftsteller Karl Richard Tschon kennen, dessentwegen sie sich scheiden ließ. Während des Zweiten Weltkrieges bekam sie ein Engagement durch die Konzertdirektion Gudelius (im Auftrag des Reichspropagandaministeriums) zur künstlerischen Unterhaltung der deutschen Soldaten u. a. in Norwegen und Griechenland. Sie trat dabei auch gemeinsam mit Zarah Leander auf. Nach Kriegsbeginn wurde in Aussig ihr Dirigent verhaftet, als Draga Matković das verbotene D-Moll-Klavierkonzert des „nichtarischen“ Felix Mendelssohn Bartholdy spielte. In den letzten beiden Kriegsjahren wurde ihr ein Auftrittsverbot erteilt, weil sie 1943 in Bad Teplitz-Schönau das ebenfalls indizierte B-Moll-Klavierkonzert von Tschaikowski spielen wollte. Der Dirigent Bruno Schestak (seinerzeit Gauabteilungsleiter der Abteilung Musik der NSDAP in Sachsen) verhinderte immerhin vor dem geplanten Konzert ihre Inhaftierung durch die deutschen Behörden. Im Jahr 1945, als Folge der Vertreibung aus dem Sudetenland, fand Draga Matković ihre neue Heimat in Bad Reichenhall.

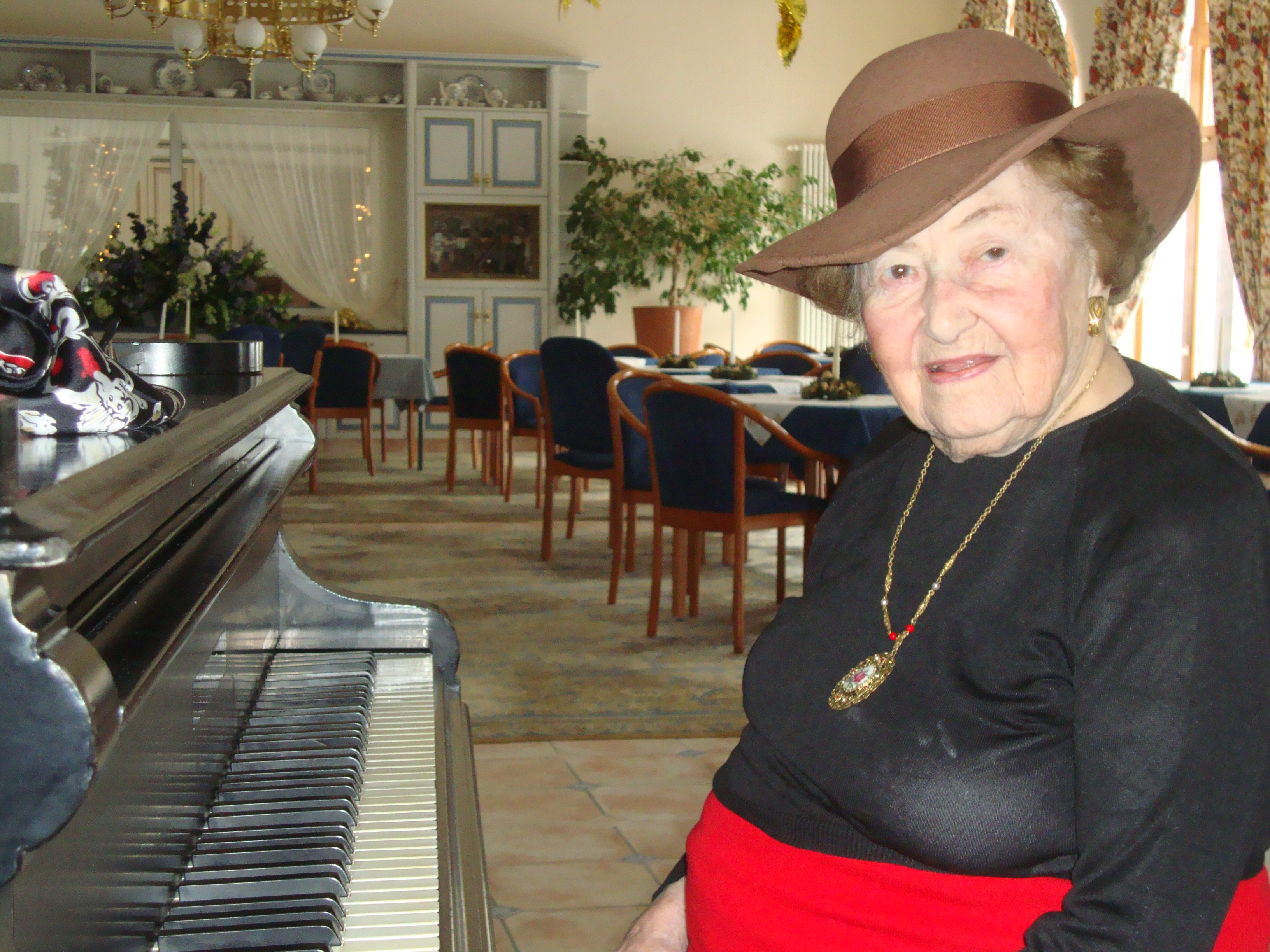
Draga Matković 2011

Anlässlich ihres 100. Geburtstags am 4. November 2007 in Bayerisch Gmain spielte Draga Matković u. a. die Polka de la Reine von Joachim Raff, das Impromptu op. 28 von Hugo Reinhold sowie Werke von Frédéric Chopin, Franz Liszt und Felix Mendelssohn Bartholdy. Im Oktober 2008 wurde im Bayerischen Fernsehen ein aktuelles Interview und eine Kostprobe ihrer Kunst gesendet. Anfang 2009 musste sie nach dem plötzlichen Tod ihres Lebensgefährten in ein Seniorenheim nach Bayerisch Gmain umziehen. Draga Matković war angemeldet für das Guinness-Buch der Rekorde als älteste noch praktizierende Konzertpianistin. An ihrem 102. Geburtstag brillierte sie mit einer bisher unveröffentlichten ca. 1927 selbst komponierten Tarantella (siehe unter Weblinks). Am 15. September 2010 wurde der Künstlerin in Berlin von dem Zukunftsforum Langes Leben aus der Hand von Rita Süssmuth ein Preis in der Kategorie Höchstleistungen im Alter für virtuose Klavierkunst überreicht. In einem Privatkonzert am 6. Januar 2011 spielte die 103-jährige Pianistin u. a. den Konzertwalzer op. 34 Nr. 1 von Moritz Moszkowski. Auf der Preisverleihung der Reifen Leistung im Alter begeisterte sie am 13. September 2011 in München das Publikum mit ihrer Musik. Einer ihrer letzten öffentlichen Auftritte fand am 8. Juni 2012 in Traunstein mit Eigenkompositionen und Improvisationen statt. Nach kurzem Leiden starb sie am 29. Juli 2013 in Bad Reichenhall. Bei der Trauerfeier ehrten sie u. a. die 17-jährige Nachwuchs-Cellistin Felicia Hamza und deren Eltern mit einer musikalischen Darbietung.

## Werk
Ihre musikalische Vielseitigkeit bewies sie nicht nur am Konzertflügel, sondern auch als Gelegenheits-Saxophonistin, Dirigentin und Komponistin diverser Klavierstücke und einer Operette (Goldene Sterne), deren Libretto im Verlauf der Kriegswirren verloren gegangen ist. Ihr erster Fernsehauftritt in den 1960er Jahren war im Westdeutschen Rundfunk Köln, Radioaufnahmen u. a. auch in Österreich. Sie unterrichtete als Musikpädagogin bis ins Alter von 95 Jahren hauptsächlich im Landkreis Berchtesgadener Land, davon 30 Jahre lang auf der Christophorusschule in Obersalzberg.
Ihre große Liebe galt dem Musikwerk von Wolfgang Amadeus Mozart, Pjotr Tschaikowski, Frédéric Chopin, Franz Liszt, Joachim Raff, Moritz Moszkowski, Edvard Grieg und allen nordischen sowie slawischen Komponisten, besonders deren Liedkompositionen, welche sie zusammen mit berühmten Sängern und Instrumentalisten darbot. Die über 105-Jährige spielte bis wenige Wochen vor ihrem Tod ein breit gefächertes Repertoire auf höchstem technischen und künstlerischen Niveau.

## Sonstiges
Ihr Lieblingsinstrument war ein Blüthner-Flügel. Von ihren Kollegen verehrte sie am meisten Vladimir Horowitz sowie Lang Lang gleichermaßen wegen deren pianistischen Brillanz und ihres Humors auf dem Konzertpodium. Matković war unter anderem befreundet mit den Geigern Alfred Pellegrini und Váša Příhoda, sowie den Schauspielerinnen Magda Schneider (Mutter von Romy Schneider) und Olga Tschechowa. Humor, Charme und Witz, ihr reges Interesse an Tagespolitik und sozialen Fragen zeichneten Draga Matković ebenso aus wie ihr Engagement für den Tierschutz und die ehrenamtliche musikalische Betreuung sozialpsychiatrischer Patienten in Bad Reichenhall.